# Речной вокзал (Киев)
Киевский речной порт и вокзал (укр. Київський річковий порт та вокзал) — бывший главный речной порт Киева, расположенный на правом берегу Днепра на Подоле, исторической части города.
Причалы порта тянутся от Гавани до станции метро «Днепр».
С древних времён Подол был торговым центром города, товары на который доставлялись преимущественно по воде. С XIX века началось движение судов по течению Днепра, и ряды пристаней раскинулись по правому берегу.

## История
Киевской речной порт был построен в июле 1897 года.
В 1957—1961 годах на Почтовой площади было построено новое здание вокзала по проекту архитекторов В. Гопкало, В. Ладного, В. Скугарева и других. Башня здания напоминает мачты парусных судов. Выполнить отделку интерьеров пригласили художников Эрнеста Коткова, Валерия Ламаха и Ивана Литовченко. Они украсили вокзал мозаичными композициями, выполненные в конструктивистском и монументальном стиле с использованием керамической плитки и цветных цементов.
Грузопассажирские перевозки по Днепру осуществляла судоходная компания «Укрречфлот». После приватизации «Укрречфлота» 11 ноября 1992 года объём перевозок стал падать, одновременно с этим пассажирские корабли и суда распродавались за рубеж, шли на металлолом. Сегодня по Днепру для пассажиров осуществляются периодические экскурсионные маршруты только в районе города Киева.
В 2009 году был запущен забытый для Киева вид общественного транспорта — так называемый «речной трамвай», для сообщения между правым и левым берегами Киева. Трамвай курсирует только в тёплое время года.
По состоянию на 2012 год, речной вокзал был закрыт на реконструкцию . За 2012-15 годы сооружение приобрело запущенное состояние.
В январе 2016 года, после смены собственников, начата капитальная реконструкция здания вокзала, который до мая 2016 года должен был стать современным туристическим центром с ресторанной галереей, ночными клубами, открытым бассейном и тому подобное. По проекту, полезную площадь здания увеличат с 6 000 м² до 11 700 м².
С января 2016 года имеет статус вновь выявленного памятника архитектуры .
В 2021 году историческое здание Киевского речного вокзала было сдано в аренду частному университету "Американ Юниверсити Киев", договор аренды здания площадью 7,7 тыс м² был подписан на 10 лет.
Реставрация здания Киевского речного вокзала, которая началась в 2021 году, длилась более 2 лет. Генеральным подрядчиком проекта реставрации выступило ООО "ТБК-Вест", разработчиком проектной документации - ООО "Эдельбург Архитектс". В начале апреля 2023 года, Государственная инспекция архитектуры и градостроительства выдала сертификат о вводе в эксплуатацию реставрированного исторического здания Речного вокзала в Киеве.

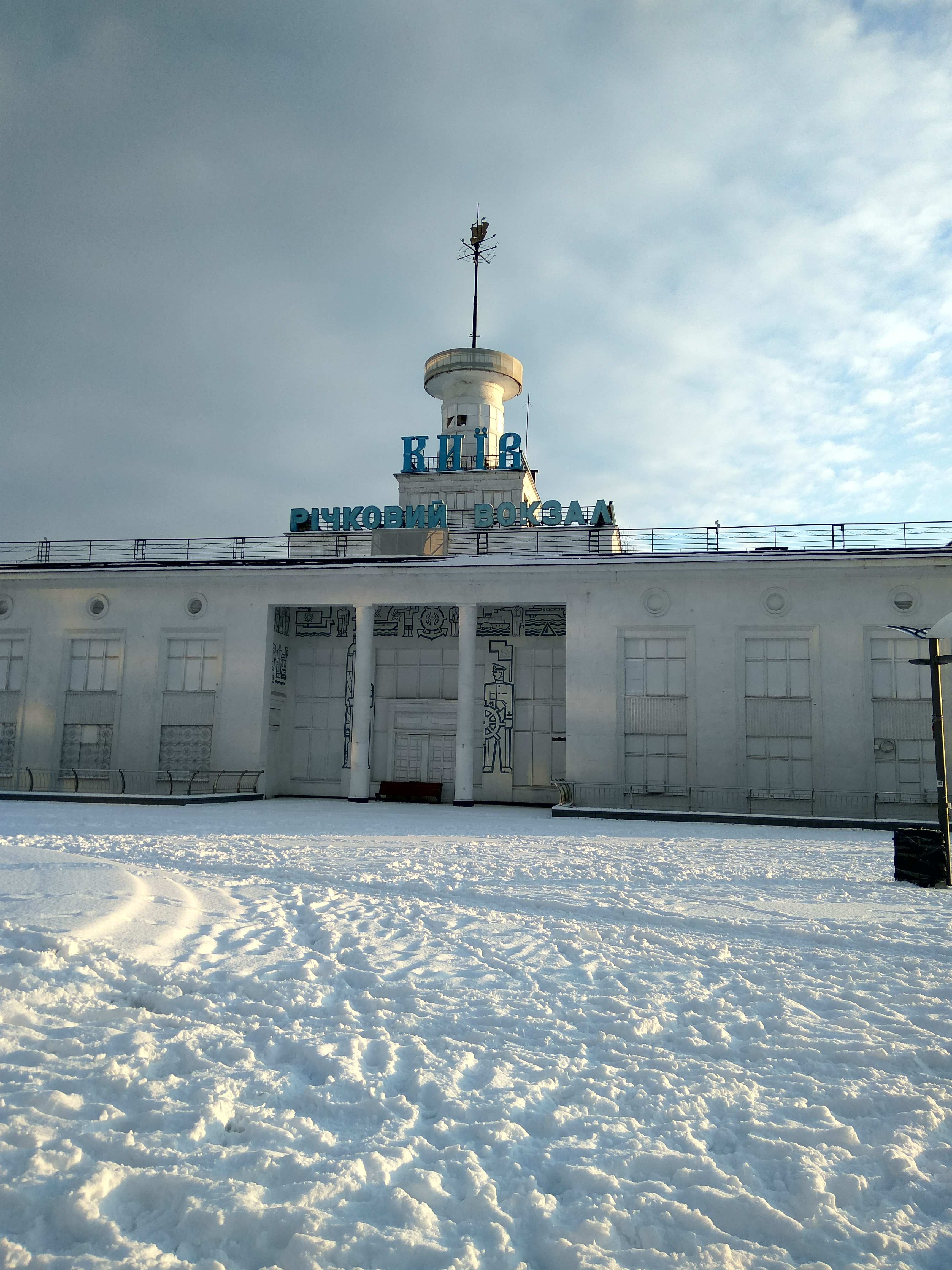
Киевский речной вокзал 2018 год